# レイクウッド (ニュージャージー州)
レイクウッド・タウンシップ（英: Lakewood Township）は、アメリカ合衆国ニュージャージー州のオーシャン郡にあるタウンシップである。ニューヨーク近郊に位置している。人口は13万5158 人（2020年）。レイクウッドはユダヤ原理主義の拠点であり、世界最大級のイェシーバー（神学校）がある。ユダヤ教徒が多く、レイクウッド人口の半分以上となり、政治的にも強い影響力を持ち、約1万の票を持っている。ユダヤ系住民の流入により高い人口増加率が継続している。
レイクウッドは1892年3月23日にニュージャージー州議会の法によってタウンシップとして法人化された。領域は ブリック・タウンシップの一部が取られた。モンマス郡のハウエル・タウンシップの一部が1929年に併合された。

## 歴史
現在のレイクウッド地域で記録に残るヨーロッパ人の最初の入植は、1750年頃から製材所の運営者によるものだった。そのような製材所の1つが現在のカラサリオ湖の東端にあり、少なくとも1789年から1814年までスリー・パートナーズ・ミルと呼ばれていた。1815年から1818年までは同じ地域で、ジェシー・リチャーズが、地元で取れる沼鉄鉱を用いて、ワシントン・ファーネスと呼ばれる鉄製錬操作を行っていた。製鉄は1833年にジョセフ・W・ブリックが再興し、それをバーゲン鉄工所と名付け、それがある町の名前にもなった。1865年、町はブックスバーグと改名され、1880年にはレイクウッドとなり、流行の冬のリゾート地にもなった。
レイクウッドで大きな3つのホテルは、ローレル・ハウス（1880年オープン、1932年閉鎖）、レイクウッド・ホテル（1891年1月オープン、1925年閉鎖）、ローレル・イン・ザ・パインズ（1891年12月オープン、1967年焼失）だった。レイクウッドの開発業者は、冬の気温が通常ニューヨーク市よりも約10度暖かいと主張したが、これは公式の気象庁記録で実証されたわけではない。1890年代、レイクウッドは富裕層や有名人のためのリゾート地であり、「ニューヨーク・タイムズ」などは毎週レイクウッド社交界の行動に関するコラムを載せていた。アメリカ合衆国大統領を経験したグロバー・クリーブランドは、1891年から1892年と1892年から1893年の冬をレイクウッド・ホテルに近いコテージで過ごし、ニューヨーク市での仕事のために通勤した。ジェイ・グールドの息子ジョージは1896年にレイクウッドの土地を取得しており、そこが現在はジョージアン・コート大学になっている。ジョン・ロックフェラーは1902年に土地を購入し、それが後にオーシャン郡公園になった。レイクウッドのホテル業は1920年代や1950年代に繁盛したが、1960年代には大きく衰退した。1960年代、レイクウッドの森やクランベリーの沼の多くが、大規模な住宅開発に代わった。州道70号線の南側にある退職者むけ集合住宅地であるレジャービレッジが、1963年から売り出された。

## 地理
アメリカ合衆国国勢調査局に拠れば、市域全面積は24.982平方マイル (64.703 km2)であり、このうち陸地24.577平方マイル (63.653 km2)、水域は0.405平方マイル (1.050 km2)で水域率は1.62%である。レイクウッドはかなり平坦であり、海岸平原の中にある。領域の4分の3は海抜20 (6 m) ないし80フィート (24 m) の間にあり、最高点でも約150フィート (45 m) である。
メテデコンク川の北支流がレイクウッドの北側境界と東側境界の一部を作り、南支流が町内を流れている。レイクウッドの南部はケトル・クリークの南支流が流れている。領域内に4つの人造湖がある。そのうち3つはカラサリオ湖、マネッタ湖、シェナンドー湖であり、メテデコンク川の南支流に流れ、4番目のワッディル湖はケトル・クリークに流れている。
レイクウッド・タウンシップの中に国勢調査指定地域（CDP）のレイクウッドがあり、2010年国勢調査での人口は53,805人だった。同じくレジャービレッジは人口4,400人、レジャービレッジイーストは人口4,217人であり、全て未編入領域である。
その他にレイクウッドにその全体あるいは一部が入っている未編入領域は、グリーンビル、レイクカラサリオ、セブンスターズ、サウスレイクウッドがある。

## 経済
レイクウッド・タウンシップの一部は都市産業ゾーンに入っている。このゾーンの中では雇用を促進する恩典以外に買い物客は消費税を3.5%少なくできる。州全体では消費税7%である。

## 人口動態
レイクウッドのユダヤ人人口比率は推計59%とされ、国内の法人化地域で最大級である。

### 2010年国勢調査
以下は2010年国勢調査による人口統計データである。
| 基礎データ - 人口: 92,843 人 - 世帯数: 24,283 世帯 - 家族数: 17,362 家族 - 人口密度: 1,458.6人/km2（3,777.7 人/mi2） - 住居数: 26,337 軒 - 住居密度: 413.7軒/km2（1,071.6 軒/mi2） 人種別人口構成 - 白人: 84.33% - アフリカン・アメリカン: 6.35% - ネイティブ・アメリカン: 0.30% - アジア人: 0.84% - 太平洋諸島系: 0.02% - その他の人種: 6.68% - 混血: 1.50% - ヒスパニック・ラテン系: 17.30% 年齢別人口構成 - 18歳未満: 41.8% - 18-24歳: 10.3% - 25-44歳: 24.6% - 45-64歳: 11.1% - 65歳以上: 12.2% - 年齢の中央値: 24歳 - 性比（女性100人あたり男性の人口） - 総人口: 98.7 - 18歳以上: 94.0 | 世帯と家族（対世帯数） - 18歳未満の子供がいる: 43.2% - 結婚・同居している夫婦: 58.5% - 未婚・離婚・死別女性が世帯主: 9.1% - 非家族世帯: 28.5% - 単身世帯: 24.6% - 65歳以上の老人1人暮らし: 16.4% - 平均構成人数 - 世帯: 3.73人 - 家族: 4.49人 収入と家計（2006年から2010年のアメリカン・コミュニティ・サーベイ統計） - 収入の中央値 - 世帯: 41,527米ドル - 家族: 45,420米ドル - 性別 - 男性: 39,857米ドル - 女性: 32,699米ドル - 人口1人あたり収入: 16,430米ドル - 貧困線以下 - 対人口: 26.1% - 対家族数: 21.9% - 18歳未満: 36.0% - 65歳以上: 5.7% |

### 2000年国勢調査
以下は2000年国勢調査による人口統計データである。
| 基礎データ - 人口: 60,352 人 - 世帯数: 19,876 世帯 - 家族数: 13,356 家族 - 人口密度: 938.8人/km2（2,431.8 人/mi2） - 住居数: 21,214 軒 - 住居密度: 330.0軒/km2（854.8 軒/mi2） 人種別人口構成 - 白人: 78.77% - アフリカン・アメリカン: 12.05% - ネイティブ・アメリカン: 0.17% - アジア人: 1.39% - 太平洋諸島系: 0.03% - その他の人種: 4.61% - 混血: 2.98% - ヒスパニック・ラテン系: 14.80% | 年齢別人口構成 - 18歳未満: 31.8% - 18-24歳: 10.1% - 25-44歳: 23.5% - 45-64歳:15.7% - 65歳以上: 18.9% - 年齢の中央値: 31歳 - 性比（女性100人あたり男性の人口） - 総人口: 91.6 - 18歳以上: 85.5 世帯と家族（対世帯数） - 18歳未満の子供がいる: 32.2% - 結婚・同居している夫婦: 53.3% - 未婚・離婚・死別女性が世帯主: 10.6% - 非家族世帯: 32.8% - 単身世帯: 28.5% - 65歳以上の老人1人暮らし: 19.5% - 平均構成人数 - 世帯: 2.92人 - 家族: 3.64人 | 収入と家計 - 収入の中央値 - 世帯: 35,634米ドル - 家族: 43,806米ドル - 性別 - 男性: 38,967米ドル - 女性: 26,645米ドル - 人口1人あたり収入: 16,700米ドル - 貧困線以下 - 対人口: 19.8% - 対家族数: 15.7% - 18歳未満: 28.9% - 65歳以上: 7.7% |

## 政府

### タウンシップ政府
レイクウッド・タウンシップはタウンシップ制の政府形態で統治されており、5人の委員によるタウンシップ委員会がある。その委員はタウンシップ全体を選挙区に直接有権者から選出され、任期は3年間であり、毎年11月の一般選挙の一部として1人ないし2人が改選されている。毎年1月の再編会合で首長と副首長を互選している。
タウンシップ委員会はタウンシップ内で医療委員会が支配する医療に関する事項を除き、全ての立法権がある。下部組織になる理事会や小委員会のメンバーを指名している。各委員は異なる事業部、部門、委員会の連絡役を務めている。
首長は委員から互選され、会合を主宰し、タウンシップ委員会が規定するその他の任務を遂行する。認められたときにタウンシップのための文書を作成し、休日や行事に関する布告を行い、儀礼上の権限や法によって規定されるその他の権限を実行する。

#### 警察
レイクウッド・タウンシップでは、防犯や幾つかの特殊任務を行うレイクウッド警察署が警察機能を果たしている。特殊任務には交通と安全、学校資源、特殊対応、ダイブ、オートバイ・パトロール、春と夏の自転車パトロールがある。

#### 消防
町の消防機能は消防団5団、消防警察1隊、常勤消防隊2隊で構成されるレイクウッド消防署が担当している。
消防署は1888年10月に設立された。消防員会が1896年に創設された。最初の自動化装置は1915年に購入された。レイクウッドの歴史で最大の火事は1940年4月20日に起こったものであり、森林火災で50棟以上の建物を破壊し、町の南半分の大半を焼失させた。火事による人身事故としては、1936年2月12日にレキシントン・アベニューと7番通りの南東角にあったマンション・ホテル（資産価値10万ドル）が焼失し、16人が死んだ。最大の建物火災は1967年3月29日に、1ブロックの長さがあるローレル・イン・ザ・パインズ・ホテルが不審火で焼失し、3人が死んだ。このときは完全な消火までに1週間を要した。
現在は約50人のボランティア消防士がおり、そのことが常勤消防士を増やすことに繋がった。

#### 緊急対応
レイクウッドでは緊急医療対応を行う3つの団体がある。すなわち、レイクウッド緊急医療対応、レイクウッド・ファーストエイド & 緊急部隊、ハッツァラー緊急医療対応である。すべて独立に運営されているが、それでも協力して緊急対応を行っている。レイクウッド緊急医療対応はタウンシップ政府が資金を出す組織であり、その他の2つはボランティア組織である。自動車事故の場合、レイクウッド・ファーストエイド & 緊急部隊が最初に自動車の処理を行い、ハッツァラー緊急医療対応がその支援を行う。
この3つの組織を合わせて約100人のボランティアと有給の救急救命士がいる。ハッツァラー緊急医療対応はモンマス・オーシャン病院サービス・コーポレーションとの特殊手配で救急医療部隊を備えている。

### 連邦、州、郡への代表
レイクウッド・タウンシップはアメリカ合衆国下院議員の選挙で、ニュージャージー州第4選挙区に属している。州議会下院では第30選挙区に入っている。

### 政治
2011年3月23日時点で、登録有権者総数は37,925 人であり、そのうち6,417人、16.9%が民主党に、13,287人、35.0%が共和党に、18,202人、48.0%が無党派に登録されている。その他の政党は19人である。2010年国勢調査の人口で、40.8%が有権者登録し、18歳以上の人口では70.2%である。
2012年アメリカ合衆国大統領選挙では、共和党のミット・ロムニーが19,273票、72.9%、民主党のバラク・オバマは7,062票、26.7%、その他の候補者が87票、0.3%という結果だった。登録有権者41,233人のうち、26,590人、64.5%が投票し、168票が無効だった。
2008年アメリカ合衆国大統領選挙では、共和党のジョン・マケインが19,173票、69.1%、民主党のバラク・オバマは8,242票、29.7%、その他の候補者が144票、0.5%という結果だった。登録有権者39,640人のうち、27,750人、70.0%が投票した。2004年アメリカ合衆国大統領選挙では、共和党のジョージ・W・ブッシュが16,045票、66.4%、民主党のジョン・ケリーが7,852票、32.5%、その他の候補者が137票、0.4%だった。登録有権者35,217人のうち、24,152人、68.6%が投票した。
2013年ニュージャージー州知事選挙では、共和党のクリス・クリスティが11,850票、82.4%、民主党のバーバラ・ブオノが2,427票、16.9%、その他の候補者が107票、0.7%だった。登録有権者41,567人のうち、14,924人、35.9%が投票した。537票が無効票だった。2009年ニュージャージー州知事選挙では、共和党のクリス・クリスティの10,528票、54.9%、民主党のジョン・コーザインが5,910票、30.8%、独立系のクリス・ダゲットが506票、2.6%、その他の候補者hが142票、0.7%だった。登録有権者37,928人のうち、19,171人、50.5%が投票した。

## スポーツ
野球のマイナーリーグの一つでレベルはクラスAであるサウス・アトランティックリーグに属し、フィラデルフィア・フィリーズ傘下のレイクウッド・ブルークロウズがファーストエナジー・パークで試合を行っている。2001年の結成以来毎年観客数でリーグを引っ張っており、2001年のシーズンでは38万人を集めた。一試合あたりでは6,200人を超えている。

## 教育
レイクウッド教育学区が幼稚園前から12年生までの児童生徒を教育しており、学校は3段階ある。2011年から2012年の教育年度で、6つの学校に5,251人を集め、常勤完全で436.0人の教師がおり、生徒教師比率は12.04対1である。学区内の学校は以下の通りである。生徒数は教育統計全国センターによる。
- エラ・G・クラーク学校[69]、幼稚園前から6年生、820人
- クリフトン・アベニュー学校[70]、幼稚園前から6年生、888人
- オーク通り学校[71]、幼稚園前から6年生、1,009人
- スプルース通り学校[72]、幼稚園前から6年生、842人
- レイクウッド中学校[73]、7年生と8年生、637人
- レイクウッド高校[74]、9年生から12年生、1,055人[75]

ジョージアン・コート大学は私立ローマ・カトリック教会の大学であり、カラサリオ湖の岸にある。1908年にシスターズ・オブ・マーシーがノースプレインフィールドの女子大学として設立した。その後の1924年にレイクウッドにあったジョージ・ジェイ・グールド1世の敷地に移転した。2006年秋の学生は女性が88%を占めている。
ユダヤ原理主義の家庭向けに多くのイェシーバー（神学校）とユダヤ・デイスクールがあり、この教育学区は2011年時点で74のイェシーバーに18,000人の生徒を収容している。ベス・メドラシュ・ゴヴォハは5,000人を超える入学者がおり、世界最大級のイェシーバーとなっている。
非宗派のカルバリー・アカデミーは幼稚園から12年生までの児童生徒を教えている。ローマ・カトリック教会の傘下にあるホリー・ファミリー学校は就学前から8年生までの児童を対象にトレントン教区の後援で運営されている。

## 交通

### 道路と高規格道
2010年5月時点で、タウンシップの中には総延長193.15マイル (310.84 km) の道路がある。そのうち135.26マイル (217.68 km) がタウンシップの保守に、43.28マイル (69.65 km) がオーシャン郡、11.22マイル (18.06 km)がニュージャージー州交通省、3.39マイル (5.46 km) はニュージャージー・ターンパイク管理局の管轄である。
レイクウッドを通る主要郡道は526号線、528号線、547号線である。州道は70号線、88号線と9号線である。ガーデン・ステイト公園道路がレイクウッドの東部を通り、南のトムズリバーと北のブリック各タウンシップを繋いでいる。レイクウッドには88号と89号の出口があった。出口89号から州道70号線に接続している。出口88号は2014年11月に恒久的に閉鎖されている。

### 公共交通機関
レイクウッド・バスターミナルは地域の交通ハブである。ニュージャージー・トランジットが、ニューヨーク市マンハッタン・ミッドタウンのポート・オーソリティ・バスターミナルとの間を137系統と139系統のバスで結んでいる。フィラデルフィアとの間を317系統で、ニューアークとの間を67系統で、アトランティックシティとは559系統のバスで繋いでいる。
レイクウッド空港レイクウッドの中央事業地区の南西3マイル (5 km) にある公営公共用途空港である。

## 呼び物
- シスター・メアリー・グレース・バーンズ樹木園、ジョージアン・コート大学のキャンパスにある[87]
- ファーストエナジー・パーク、レイクウッド・ブルークローズの本拠地。都市産業ゾーンから集めた資金2,200万ドルで建設された6,588席のスタジアム[88]
- ザ・ストランド、1922年に建築家トマス・W・ラムの設計で建設された劇場[89]

## 著名な出身者
レイクウッド・タウンシップで生まれ、居住し、あるいは密接な関わりがあった著名人は以下のとおりである。
- ゴ・ディン・ジエム（1901年–1963年）、南ベトナム初代大統領、ベトナム帰国前にレイクウッドに住んだ[90]
- セルゲイ・ジャーロフ（1896年–1985年）、指揮者、作曲家、ドン・コサック・コーラスの設立者、レイクウッドで暮らし、死んだ[91]
- ローレン・マーチソン（1898年–1979年）、陸上競技選手、1920年アントワープオリンピックと1924年パリオリンピックで400mリレーの金メダリスト[92]
- ジョン・ロックフェラー（1839年–1937年）、工業資本家、慈善事業家、レイクウッドに資産を持ち、オハイオ州、ニューヨーク州、フロリダ州にも家があった。一家はレイクウッドで持っていた広大な土地をオーシャン郡に寄付し、現在のオーシャン郡公園になっている[93]
- アーミン・シマーマン（1949年 - ）、俳優、テレビの『スタートレック:ディープ・スペース・ナイン』でフェレンギ人のバーテンダークワークを演じたことで知られる[94]
- J・R・スミス（1985年 - ）、NBAバスケットボール選手、ニューヨーク・ニックス.[95]
- スティーヴ・ティッシュ（1948年 - ）、映画プロデューサー、NFLニューヨーク・ジャイアンツの所有者[96]
- ムーキー・ウィルソン（1956年 - ）、メジャーリーグベースボール選手、ニューヨーク・メッツ[97]